# Пернети (станция метро)
Пернети (фр. Pernety) — станция линии 13 Парижского метрополитена в XIV округе. Названа по небольшой рю Пернети (получившей своё имя в честь Жозефа Мари де Пернети), находящейся рядом со станцией.

## История
- Станция открылась 21 января 1937 года в составе первого участка старой линии 14 (объединённой с линией 13 в 1976 году) Монпарнас — Бьенвеню — Порт-де-Ванв.
- Пассажиропоток по станции по входу в 2011 году, по данным RATP, составил 3 275 971 человек[2]. В 2013 году этот показатель вырос до 3 348 989 пассажиров (157 место по уровню входного пассажиропотока в Парижском метро)[3].

## Особенности оформления

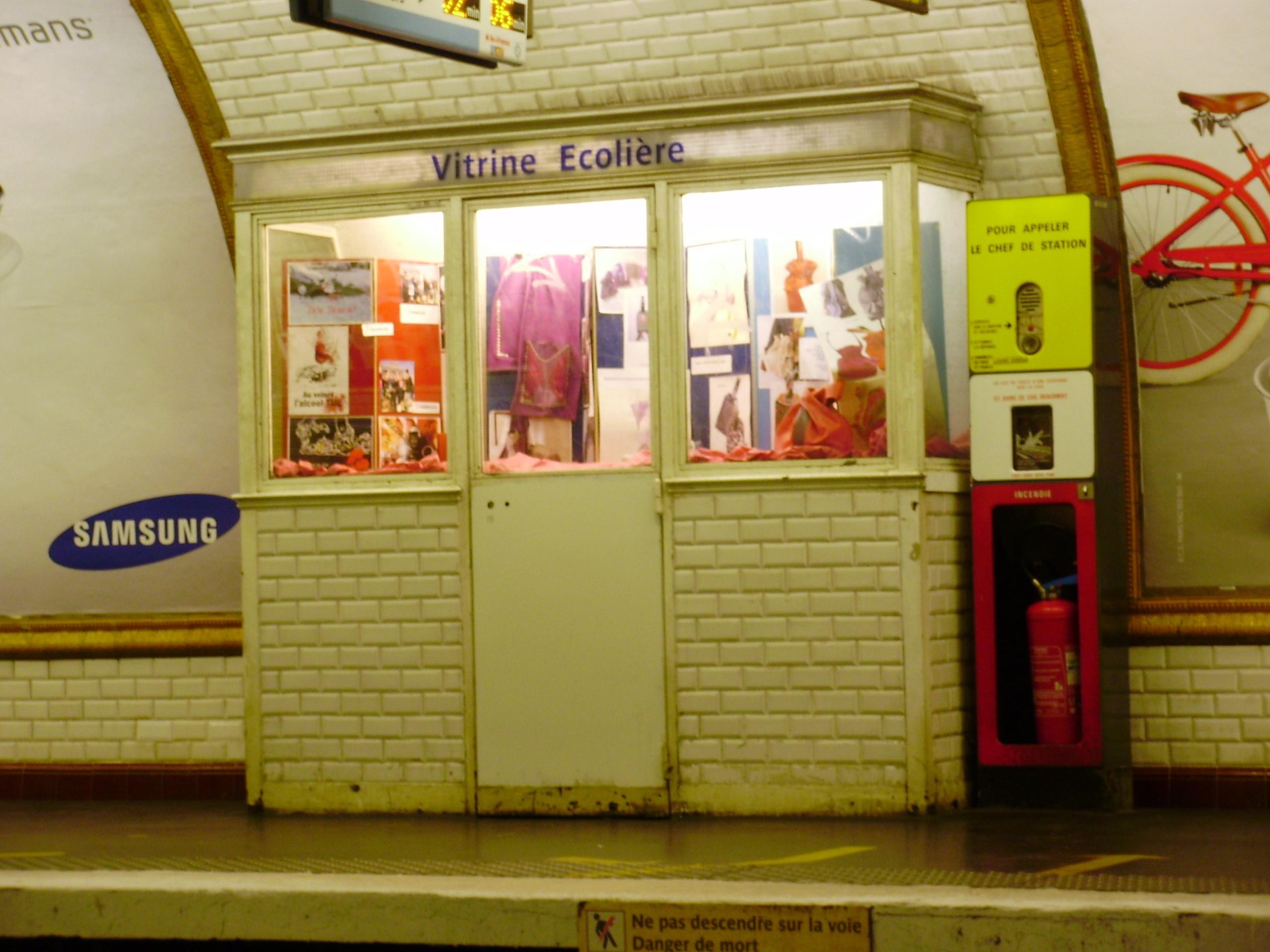
Бывшая будка начальника станции, преобразованная в выставочную витрину

На платформе в направлении центра (к станции Гаите) сохранилась бывшая будка начальника станции, в которой размещена выставка винтажных рисунков.